# 2001年世界乒乓球錦標賽
2001年世界乒乓球錦標賽是第46届世界乒乓球錦標賽，于2001年4月23日至5月6日在日本大阪舉行。

## 比賽場地
- 大阪市中央体育館

## 獎牌榜

### 國家獎牌榜
| 排名 | 国家／地区 | 金牌 | 银牌 | 铜牌 | 總數 |
| ---- | ---------- | ---- | ---- | ---- | ---- |
| 1    | 中国       | 7    | 4    | 5    | 16   |
| 2    |            | 0    | 1    | 3    | 4    |
| 3    |            | 0    | 1    | 1    | 2    |
| 4    | 比利时     | 0    | 1    | 0    | 1    |
| 5    | 日本       | 0    | 0    | 2    | 2    |
| 5    | 中華臺北   | 0    | 0    | 2    | 2    |
| 7    | 瑞典       | 0    | 0    | 1    | 1    |
| 總數 | 總數       | 7    | 7    | 14   | 28   |

### 項目獎牌榜
| 項目     | 金牌                                            | 银牌                                                          | 铜牌                                                       |
| 男子單打 | 王励勤                                          | 孔令辉                                                        | 马琳                                                       |
| 男子單打 | 王励勤                                          | 孔令辉                                                        | 蔣澎龍                                                     |
| 女子單打 | 王楠                                            | 林菱                                                          | 金云美                                                     |
| 女子單打 | 王楠                                            | 林菱                                                          | 张怡宁                                                     |
| 男子雙打 | 王励勤 阎森                                     | 劉國梁 孔令辉                                                 | 蔣澎龍 張雁書                                              |
| 男子雙打 | 王励勤 阎森                                     | 劉國梁 孔令辉                                                 | 金泽洙 吳尚垠                                              |
| 女子雙打 | 王楠 李菊                                       | 楊影 孫晉                                                     | 张怡宁 张莹莹                                              |
| 女子雙打 | 王楠 李菊                                       | 楊影 孫晉                                                     | 武田明子 川越真由                                          |
| 混合雙打 | 秦志戩 楊影                                     | 吳尚垠 金茂校                                                 | 詹健 白杨                                                  |
| 混合雙打 | 秦志戩 楊影                                     | 吳尚垠 金茂校                                                 | 劉國梁 孫晉                                                |
| 男子團體 | 中国 · 孔令辉 · 王励勤 · 劉國梁 · 马琳 · 劉國正 | 比利时 · J-M·塞弗 · P·塞弗 · 波德品卡 · 布拉塔诺夫 · 克罗塞特 | 瑞典 · 瓦尔德内尔 · 佩尔森 · 卡尔松 · 霍坎松 · 芒努斯·莫林 |
| 男子團體 | 中国 · 孔令辉 · 王励勤 · 劉國梁 · 马琳 · 劉國正 | 比利时 · J-M·塞弗 · P·塞弗 · 波德品卡 · 布拉塔诺夫 · 克罗塞特 | · 金泽洙 · 吳尚垠 · 柳承敏 · 朱世赫 · 李哲承               |
| 女子團體 | 中国 · 王楠 · 李菊 · 张怡宁 · 楊影 · 孫晉       | · 金香美 · 金云美 · 金美英 · 杜贞实 · 金英姬                  | 日本 · 高田佳枝 · 小西杏 · 羽佳純子 · 岡崎惠子 · 西飯由香  |
| 女子團體 | 中国 · 王楠 · 李菊 · 张怡宁 · 楊影 · 孫晉       | · 金香美 · 金云美 · 金美英 · 杜贞实 · 金英姬                  | · 柳智惠 · 金茂校 · 李恩實 · 石恩美 · 田惠敬               |

## 國際乒聯代表大會
國際乒乓球聯合會在世乒賽進行期間召開了代表大會。大會宣佈2003年和2004年的世乒賽將首次分開進行；2003年世界乒乓球錦標賽單項比賽將在法國巴黎舉行，而2004年世界乒乓球團體錦標賽則在卡塔爾的多哈舉行。此外，會上亦提出了「11分制」及發球時球手的身體和胳膊不能進行任何的遮擋兩個議題。

## 外部連結
- 第46届世乒赛_NIKE新浪竞技风暴_新浪网（页面存档备份，存于）
- 第四十六届世界乒乓球锦标赛奖牌榜（页面存档备份，存于）